# Speocera laureata
Speocera laureata is een spinnensoort uit de familie Ochyroceratidae. De soort komt voor in Riukiu-eilanden.